# Home Sweet Hell
Home Sweet Hell (conocida como Hogar no tan dulce hogar en Hispanoamérica y en España), es una película de comedia negra de Estados Unidos dirigida por Anthony Burns y escrita por Carlo Allen, Ted Elrick y Tom Lavagnino, estrenada en el año 2015. La película es protagonizada por Patrick Wilson, Katherine Heigl, Jordana Brewster, Kevin McKidd, Jim Belushi, A.J. Buckley y Bryce Johnson.
El 3 de febrero de 2015 la película fue publicada en el formato vídeo bajo demanda antes de su estreno en cines el
13 de marzo de 2015 por Vertical Entertainment. Home Sweet Hell ha recibido reseñas negativas por parte de la crítica, con un pobre 5% de ranking aprobatorio en el sitio web Rotten Tomatoes basado en 20 reseñas.

## Sinopsis
Don Champagne parece llevar una vida perfecta y tener una relación ejemplar con su pareja, pero cuando su esposa se entera de que tiene un romance con una vendedora, estará dispuesta a todo, incluso a matar, para mantener intacta su imagen y la de su matrimonio ante la sociedad.

## Reparto
| Actor                | Personaje          |
| -------------------- | ------------------ |
| Patrick Wilson       | Don Champagne      |
| Katherine Heigl      | Mona Champagne     |
| Jordana Brewster     | Dusty              |
| Kevin McKidd         | Freeman            |
| Jim Belushi          | Les                |
| A. J. Buckley        | Murphy             |
| Bryce Johnson        | Lanny Kelso        |
| Jamie Ourso          | Big Daddy          |
| Alyshia Ochse        | Kaysi              |
| Madison Wolfe        | Allison Champagne  |
| Aiden Flowers        | Andrew Champagne   |
| Artie Baxter         | Mark               |
| Johnny Hawkes        | Stu                |
| Eva Rivera-Ferrell   | Esposa de Andre    |
| Brandi Nicole Wilson | Abby               |
| Yohance Myles        | Andre              |
| Catherine Ashton     | Lynn               |
| Chi McBride          | Oficial de policía |